# Condenada
Condenada (2013) es una novela escrita por Chuck Palahniuk. La trama gira en torno a su protagonista llamada Madison Spencer, una niña de 13 años, hija de una actriz y un productor musical quien después de haber muerto por lo que ella cree es una sobredosis de marihuana, despierta en el Infierno en su propia celda. 

## Resumen de la trama
Los capítulos del libro inician con una pequeña conversación que tiene madison con Satanás  y en cada uno va describiendo la serie de sucesos que la llevaron a su nuevo hogar. A pesar de todo lo que le han dicho sus padres, Madison descubre que el infierno si existe y ahora está condenada por toda la eternidad. 
En su descripción del Infierno madison cuenta como es despertar en un suelo de piedra tras unas barras de acero sucias, para lo que ella aconseja no tocar nada.  
Durante el desarrollo de la historia, la protagonista va conociendo a una serie de jóvenes que también comparten ahora su destino. Entre ellos Babbette, una joven muy atractiva quien es la primera en advertirle que no toque nada. Patterson, un jugador de fútbol americano, Leonard un chico que conoce los nombres de los demonios que habitan en el infierno y su origen, y finalmente Archer, un Punk que no conoce y no le interesa entender el infierno. Todos re-creando la idea de The Breakfast Club.
En el infierno maddy tiene contacto con el mundo de los vivos. Trabajando en una línea de telemarking por la cual se comunica con personas vivas a quienes les realiza encuestas a la hora de la cena sobre tendencias de consumo, pero por su experiencia en el infierno maddy termina por entablar una relación para convencerlos de morir y reunirse con ella. 
Mientras que continúa su reconocimiento del infierno, Madison se da cuenta de que está lleno de famosos y que es imposible no encontrarse con personas como Marilyn Monroe, James Dean o  Kurt Cobain e inclusive Adolf Hitler quienes estaban condenados por razones como el suicidio o el asesinato. Maddy fue una buena persona hasta donde puede recordar por ello intenta descubrir si realmente estaba condenada, o podría haber ido al cielo. Para esto utiliza la ayuda de sus amigos quienes al mismo tiempo se enfrentan a demonios como Pzespolnica o Akibel con el fin de tomarse el infierno y llegar a Satanás quien domina el inframundo. 